# Société générale bruxelloise des étudiants catholiques
La Société générale bruxelloise des étudiants catholiques (SGBEC) était une société fondée à Bruxelles en 1895 par Étienne Henrard, Victor Van Damme, Edmond Carton de Wiart, Paul Crokaert et quelques autres encore.
L'objectif était de fédérer tous les étudiants catholiques de la capitale contre les libéraux.
C'est en son sein que sont fondés plusieurs ordres estudiantins tels que :
- l'Ordre de la Calotte
- l'Ordre du Ménestrel
- l'Ordre de l'Intégrale
- l'Ordre académique de Saint-Michel

La SGBEC s'éteint en 1953 à la suite de graves difficultés financières.